# Baldraccani
La famiglia Baldraccani fu un'importante famiglia forlivese, politicamente ghibellina, che si segnalò soprattutto nei secoli dal XV al XVII. Protesse anche le arti, tanto che, siccome il suo stemma compare nel dipinto di un pittore per noi anonimo, Federico Zeri ha coniato, per dargli un'identità, il nome di Maestro dei Baldraccani.
Nel 1506, il Papa Giulio II, passando solennemente per Forlì, volle che fosse riconfermata la pace tra i partiti ghibellino e guelfo: anche i Baldraccani vennero invitati, tra i rappresentanti della parte filoimperiale.

## Esponenti principali
- Pietro Baldraccani (secolo XV), che fece parte della delegazione di gentiluomini forlivesi che accompagnò il conte Guelfo di Dovadola a stipulare il matrimonio di Caterina Rangoni con Antonio Ordelaffi (1434)
- Giorgio Baldraccani (secolo XV)
- Antonio Baldraccani, o Marcantonio (secolo XV-XVI), segretario di Caterina Sforza
- Giuliano Baldraccani
- Marco Baldraccani
- Marino Baldraccani
- Niccolò Baldraccani
- Matteo Baldraccani
- Giorgio II Baldraccani
- Maddalena Baldraccani (secolo XVI), che sposò Cesare Rasponi
- Lodovico Baldraccani, che sposò Francesca Rasponi, figlia dei precedenti Cesare e Maddalena
- Caterina Baldraccani, che sposò Giulio Rasponi, anch'egli figlio di Cesare e Maddalena.